# Commonweal

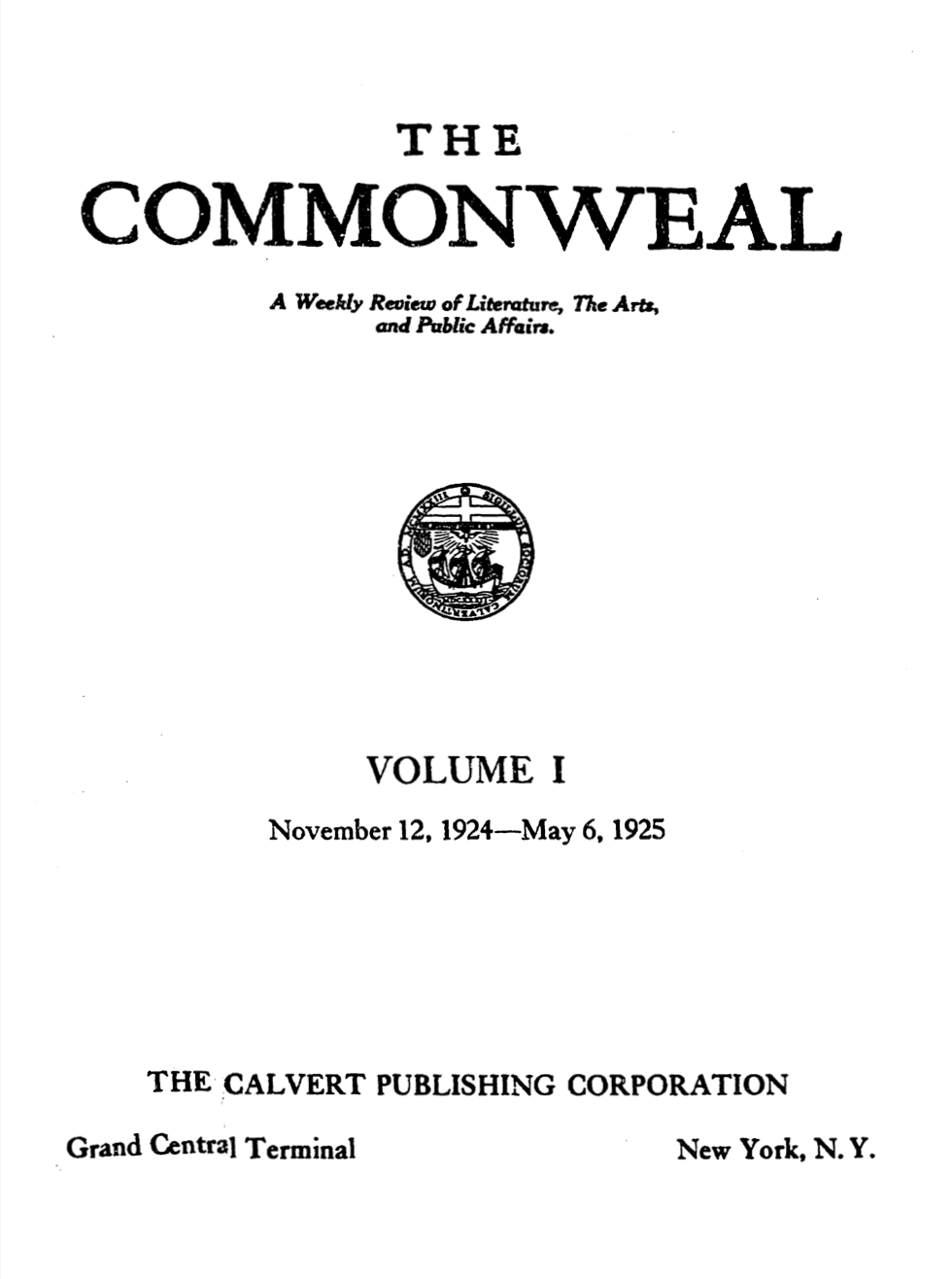
Une de la première édition du Commonweal (1924)

Commonweal est un journal catholique édité et géré par des membres du laïcat dans la ville de New York. Fondé en 1924 par Micheal Williams et les associés Calvert, il est le plus ancien journal d'opinion d'inspiration catholique aux États-Unis. 
La publication se décrit comme Une revue de la religion, de la politique et de la culture et agit à titre d'entreprise sans but lucratif, dirigée par un conseil de neuf directeurs à l'édition. Elle publie des éditoriaux, des rubriques, des essais et des poèmes, ainsi que des revues de livres et de films. 
Plusieurs dossiers socio-culturels sont traités sans liens immédiats avec l'Église. La revue a en outre abordé les bombardements d'Hiroshima et Nagasaki, les tactiques employées par le sénateur Joseph McCarthy, l'opposition à la guerre du Viêt Nam et l'encyclique Humanae Vitae de Paul VI. Elle aborde souvent ces thèmes dans un point de vue libéral, voire dissident face au magistère. 
Commonweal est distribué à 20 000 exemplaires.  